# Christophe Levalois
Christophe Levalois  , né le 18 juin 1959 à Bordeaux, est un journaliste et essayiste français.

## Biographie

### Formation
Christophe Levalois est diplômé de l'IUT de journalisme de Bordeaux (1982) , titulaire d'une maîtrise en histoire (1992) et d'une licence de théologie orthodoxe (2011). 

### Pérennialiste (jusqu'en 1999)
Cofondateur du premier Renouveau étudiant en 1981, il est dans sa jeunesse un des responsables du Groupement de recherche et d'études pour la civilisation européenne à Bordeaux.
Devenu enseignant d'histoire et de géographie, il collabore en parallèle à plusieurs revues, dont Antaïos, Horizons européens, Jeune nation solidariste, La Place Royale et Le Recours aux forêts. Après avoir quitté les éditions Pardès, il fonde Sol invictus. Revue d'études traditionnelles en 1987, ainsi qu'un cercle du même nom.
Durant quelques mois en 1988-89, il dirige Radio Renaissance, une station privée régionale, « ouvertement contre-révolutionnaire ».
En 1996, il témoigne dans Enquête sur la tradition (sous la direction d'Arnaud Guyot-Jeannin).
En 1999, il signe pour s'opposer à la guerre en Serbie la pétition « Les Européens veulent la paix », initiée par le collectif Non à la guerre.
Jusqu'au tout début du XXIe siècle, ses écrits portent principalement sur le symbolisme et les mythes, et s'inscrivent dans la lignée du pérennialisme. En 2001, il signe encore une contribution dans Aux sources de l’éternel féminin, dirigé par Arnaud Guyot-Jeannin.

### Orthodoxe (depuis 1999)
À partir de 1999, il s'oriente vers le christianisme orthodoxe, ce qui constitue pour lui un « tournant ».
Il anime en 2004-2005 des tables rondes lors des Rencontres orthodoxes organisées à l'église Saint-Séraphin-de-Sarov. En janvier 2005, il fonde avec Jivko Panev le site Orthodoxie.com,.
En 2008, à l'occasion de la venue de Benoît XVI en France, il participe au site Un pape, un blog, qu'il définit comme un « espace de dialogue et d'ouverture ».
Le 27 octobre 2007, il est ordonné diacre, puis prêtre le 24 mai 2010 dans l'archevêché des églises orthodoxes russes en Europe occidentale pour Saint-Séraphin-de-Sarov, auprès du recteur Nicolas Cernokrak.
En 2012, il participe sous l'égide de l'Assemblée des évêques orthodoxes de France à l'organisation des premières Journées du livre orthodoxe.
En 2013-2014, il tient une chronique dans l'émission hebdomadaire Lumière de l'orthodoxie sur Radio Notre-Dame
Il fait partie en 2016 des signataires d'une tribune demandant la reconnaissance de l'incorporation forcée en 1946 de l'Église grecque-catholique ukrainienne à l'Église orthodoxe, et la nullité de cette décision,.
Il est réduit à sa demande à l'état laïc par décision du tribunal ecclésiastique de l'Archevêché des églises orthodoxes de tradition russe en Europe occidentale en date du 12 novembre 2020.
En 2021, il donne des cours à l’Institut de théologie orthodoxe Saint-Serge dans le cadre d’une nouvelle formation nommée « Orthodoxie et médias ».

## Travaux
À propos de son ouvrage, Prendre soin de l’autre, le métropolite Emmanuel Adamakis, lors de l'inauguration des locaux d'Orthodoxie.com, le 27 mai 2013, déclare : « Je tiens d’ailleurs à saluer l'importance de cet ouvrage. L'auteur souligne en particulier la dimension kénotique et eucharistique de la communication. » Philippe Vaillancourt écrit quant à lui: « Cet essai est véritablement l’une des réflexions chrétiennes les plus fraîches des dernières années », ou encore que cet essai « se démarque nettement du lot, tant par l’originalité de son apport à la réflexion que par son style simple qui offre une synthèse de qualité de la question. ». Enfin pour Carol Saba : « Indiscutablement, il s’agit là d’un très beau travail, concentré, documenté et utile ».

## Prix
Prix Jean Dorst 2020, décerné par l'Académie vétérinaire de France et le Groupement des écrivains médecins, reçu pour l'ouvrage Le loup et son mystère. Histoire d'une fascination. 

## Ouvrages
- La Terre de lumière. Le Nord et l'origine, Bordeaux, chez l'auteur, 1985  — traduit en espagnol et en italien.
- Le Symbolisme du loup, Archè, Milan, 1986  — traduit en italien.
- Royauté et figures mythiques dans l'ancien Iran[32] (préf. Jean Varenne), Archè, Milan, 1987.
- Principes immémoriaux de la royauté, Le Léopard d'or, Paris, 1989  — traduit en italien.
- Les Temps de confusion. Essai sur la fin du monde moderne, Guy Trédaniel, Paris, 1991.
- Symbolisme de la décapitation du roi, Guy Trédaniel, Paris, 1992.
- Le Loup. Mythes et traditions[33], Le Courrier du livre, Paris, 1997.
- Au cœur du labyrinthe. Méditations sur la quête spirituelle, Paris, Sol invictus, 1999.
- L'Initiation par le mythe, Liber mirabilis, Londres, 2001.
- Paris imaginaire, Minsk, 2010, avec Irina Kotova, ouvrage trilingue : français, russe, biélorusse.
- Prendre soin de l'autre. Une vision chrétienne de la communication, (préf. Jean-François Colosimo), Paris, Éditions du Cerf, 2012[34],[35] — traduit en italien.
- La Royauté et le Sacré, Éditions du Cerf, 2016[36],[37]  (ISBN 9782204111317) [présentation en ligne]  — réédition de Principes immémoriaux de la royauté.
- Le christianisme orthodoxe face aux défis de la société occidentale, Éditions du Cerf, 2018[38].
- Le loup et son mystère. Histoire d'une fascination, Le Courrier du livre, 2020[39],[40].